# Šahrartu
Šahrartu (с шум. — опустошение) — второй студийный альбом белорусской техникал-дэт-метал-группы Eximperituserqethhzebibšiptugakkathšulweliarzaxułum, выпущенный 29 января 2021 года на лейбле Willowtip Records.
6 ноября 2020 года был выпущен первый сингл с альбома «Utpāda», а второй сингл «Tahâdu» вышел 28 декабря того же года.
Обложку альбома нарисовал Пер Олофссон.

## Об альбоме
Альбом представляет собой «концептуальную трагедию в шести актах, каждая глава которой посвящена определённой стадии существования. <…> Концептуальная составляющая представляет собой побочный анализ феноменологии Существования, а также постепенный цикл Рождения — Смерти…».

## Отзывы критиков
| Оценки критиков | Оценки критиков |
| Источник        | Оценка          |
| --------------- | --------------- |
| Metal Storm     | без оценки      |
| Sputnikmusic    | [ 9 ]           |
| Metal Temple    | [ 10 ]          |
| metal.de        | [ 11 ]          |

Рецензент Metal Storm пишет: «…песни стали длиннее, атмосфернее и лучше спродюсированы. Довольно большая разница за те пять лет, что прошли с момента их дебюта. <…> Возможно, он немного утратил привлекательность предыдущей записи и её довольно уникальную постановку, но он не кажется более простым или доступным. Это все ещё техничный и брутальный дэт-метал, но он не теряется в своей собственной техничной жестокости, предпочитая использовать её для улучшения различных аспектов своего звучания».

## Список композиций
| №                   | Название              | Длительность |
| ------------------- | --------------------- | ------------ |
| 1.                  | «Overture: Šaqummatu» | 3:36         |
| 2.                  | «Part I: Utpāda»      | 6:48         |
| 3.                  | «Part II: Tahâdu»     | 5:23         |
| 4.                  | «Part III: Anhûtu»    | 8:14         |
| 5.                  | «Part IV: Inqirad»    | 10:05        |
| 6.                  | «Epilogue: Riqûtu»    | 3:08         |
| Общая длительность: | Общая длительность:   | 37:15        |